# Кыпшак (река)
Кыпша́к (Кипшак; каз. Қыпша́қ) — река в Нуринском районе Карагандинской области Казахстана. Относится к бессточному Арало-Каспийскому бассейну.
Река начинается в северных предгорьях Улытау, на северных склонах горного массива Жельдиадыр, и впадает в озеро Кыпшак (высота устья — 318,9 м над уровнем моря).
Длина реки составляет 111 км. Площадь водосбора — 2410 км².
Долина реки в верховьях и середине широкая, в низовьях — узкая (30—50 м шириной). Ширина русла преимущественно варьируется от 5 до 18 м. На реке построено 160 небольших плотин.
Питание преимущественно снегово-дождевое. Река замерзает в ноябре и вскрывается в апреле. Среднегодовая скорость течения — 0,99 м/с. Минерализованность воды достигает 300—600 мг/л.
Основные притоки — Аксай, Бирсуат.
Долина реки используется как пастбище.